# Gongtan
Gongtan (kinesiska: 龚滩) är en köping i sydvästra Kina. Den ligger i häradet Youyang i storstadsområdet Chongqing, omkring 190 kilometer sydost om det centrala stadsdistriktet Yuzhong. Antalet invånare är 17 248. Befolkningen består av 8 482 kvinnor och 8 766 män. Barn under 15 år utgör 26,0 %, vuxna 15-64 år 61 %, och äldre över 65 år 11,0 %.